# Motu Falls
Die Motu Falls sind ein Wasserfall im Gebiet der Ortschaft Motu im Gisborne District auf der Nordinsel Neuseelands. Er liegt im Lauf des Motu River. Seine Fallhöhe beträgt etwa 5 Meter.
Vom Ortszentrum von Motu führt die Motu Falls Road nach 5,2 km in östlicher Richtung am Wasserfall vorbei.